# Дутра, Оливиу
Оливио (Оливиу) ди Оливейра Дутра (порт. Olívio de Oliveira Dutra; родился 10 июня 1941 года в Боссороке, Риу-Гранди-ду-Сул) — бразильский политический и профсоюзный деятель. Один из основателей Партии трудящихся (ПТ) и создателей механизма партисипаторных бюджетов в бытность мэром Порту-Алегри. Затем был губернатором штата Риу-Гранди-ду-Сул и министром во время президентства Лулы.

## Биография

### Начало политической карьеры (1961—1989)
Дутра окончил грамматическую школу и Федеральный университет Риу-Гранди-ду-Сул (UFRGS). В 1961 году стал сотрудником Banrisul, тогдашнего государственного банка Риу-Гранди-ду-Сул. На этой должности он вступил в профсоюз банковских работников Порту-Алегри. В 1975 году он был избран председателем профсоюза. В 1979 году он организовал крупную забастовку государственных служащих. По этой причине он был арестован политической полицией военной диктатуры и лишился полномочий руководителя профсоюза.
В период движения к восстановлению демократии Дутра участвовал в создании отделения Партии трудящихся в своём штате и возглавлял его с 1980 по 1986 год. На губернаторских выборах 1982 года, первых за последние двадцать лет, он баллотировался как кандидат от Партии трудящихся. Его первый электоральный опыт получился невыразительным, поскольку он занял последнее место с чуть более 50 тысяч голосов. Набрав более 55 000 голосов, в 1986 году Дутра был избран федеральным депутатом в созыв парламента, готовивший новую конституцию. Живя в Бразилиа, Дутра делил ведомственную квартиру с Луисом Инасиу Лулой да Силвой, также членом конгресса и будущим президентом Бразилии. С тех пор они стали близкими друзьями.

### Мэр Порту-Алегри (1989—1993)
В 1988 году Дутра был избран мэром Порту-Алегри, получив 34 % голосов. По данным предвыборных опросов, фаворитом среди кандидатов был депутат Антониу Бритту из партии «Бразильское демократическое движение». Однако тот занял третье место, уступив своему коллеге-депутату Карлосу Араужу из Демократической рабочей партии, к которой принадлежал и тогдашний мэр города Алсеу Кольярес. В то время бразильское избирательное законодательство не допускало проведения второго тура, если кто-либо из кандидатов не набирал более половины действительных голосов.
Срок полномочий Дутры стал первым из четырех последовательных сроков правления Партии трудящихся в городе. В течение следующих 16 лет Порту-Алегри стал символом партии по всей Бразилии: город экспериментировал новаторски и успешно. Особенно запомнилась инициатива бюджета участия, привлекавшая горожан к непосредственному принятию решений. При этом спорной мерой администрации Дутры стало вмешательство в систему общественного транспорта, что вызвало трения с концессионными компаниями и нанесло убытки городским властям.

### Губернатор Риу-Гранди-ду-Сул (1999—2003)
После окончания срока полномочий мэра в 1994 году Дутра во второй раз баллотировался на пост губернатора. Он набрал 35 % голосов в первом туре и занял второе место после Бритто с 47,79 % во втором. Однако на следующих губернаторских выборах 1998 года уже Дутра опередил Бритто на 97 тысяч голосов и победил с 50,9 % голосов. В ходе своей кампании Дутра критиковал Бритто как неолиберала, приватизировавшего государственные телефонные и энергетические компании.
Срок полномочий Дутры на посту губернатора ознаменовался приостановкой соглашений об открытии в штате предприятий по производству автомобилей транснациональных корпораций General Motors и Ford. Эти сделки, согласованные администрацией Бритто, предоставили компаниям щедрые налоговые льготы и кредиты по ставкам ниже рыночных. Только GM приняла пересмотренные условия Дутры. К другим достижениям Дутры за время его правления можно отнести щедрые социальные программы и создание государственного университета и введение партисипаторного бюджетирования на уровне штата после предыдущего опыта его партии по внедрению инициативы в Порту-Алегри.
За время своего губернаторства Дутра был политически истощен, страдая от масштабной клеветнической кампании, проводимой средствами массовой информации RBS (местным филиалом Rede Globo), и от крупных поражений в Законодательном собрании штата.
Перед следующими выборами кандидатура Дутры была отклонена на праймериз ПТ, где был избран тогдашний мэр Порту-Алегри Тарсу Женру.

### Последующая деятельность (с 2003)
В 2002 году Луис Инасиу Лула да Силва был избран президентом и назначил Дутру на недавно созданную должность министра по делам городов. Он оставался на этом посту до 2005 года, когда Луле потребовалось реорганизовать бразильский кабинет министров в соответствии с запросами Прогрессистской партии. После переговоров правительства с тогдашним председателем Конгресса Северину Кавалканти Дутру сменил Марсиу Фортес.
В 2006 году Дутра в четвертый раз был кандидатом от Партии трудящихся на пост губернатора штата Риу-Гранди-ду-Сул, набрав 27,5 % в первом туре и 46,1 % голосов во втором. Во втором туре он потерпел поражение от заседавшей тогда в федеральном парламенте Йеды Крузиус из Бразильской социал-демократической партии с перевесом в 7,88 % голосов.
Он был кандидатом в сенаторы от ПТ в 2014 и 2022 годах, проиграв Ласьеру Мартинсу и Амилтону Моурану соответственно. Во второй попытке 81-летний Дутра, чьими заместителями стали Роберту Робайна (PSOL) и Фатима Мария (ПТ), получил 37,85 % голосов против 44,11 % у победителя.